# Rajkumar Kohli
Rajkumar Kohli, talvolta accreditato come Raj Kumar Kohli (Lahore, 14 settembre 1930 – Mumbai, 24 novembre 2023), è stato un produttore cinematografico e regista indiano.

## Filmografia
Produttore e regista
- Sapni (1963)
- Kahani Hum Sab Ki (1973)
- Nagin (1976)
- Jaani Dushman (1979)
- Badle Ki Aag (1982)
- Jeene Nahi Doonga (1984)
- Insaniyat Ke Dushman (1987)
- Pati Patni Aur Tawaif (1990)
- Virodhi (1992)
- Aulad Ke Dushman (1993)
- Qahar (1997)
- Jaani Dushman: Ek Anokhi Kahani (2002)

Produttore
- Main Jatti Punjab Di (1964)
- Lootera (1965)
- Pind De Kuri (1967)
- Danka (1969)
- Shart (1969)
- Gora Aur Kala (1972)

Regista
- Muqabla (1979)
- Jaani Dushman (1979)
- Naukar Biwi Ka (1983)
- Raaj Tilak (1984)
- Saazish (1988)
- Inteqam (1988)
- Bees Saal Baad (1989)